# Branchiophryxus koehleri
Branchiophryxus koehleri är en kräftdjursart som beskrevs av Hugo Frederik Nierstrasz och Brender a Brandis 1931. Branchiophryxus koehleri ingår i släktet Branchiophryxus och familjen Dajidae. Inga underarter finns listade i Catalogue of Life.